# 저우위민
저우위민(중국어: 周渝民, 병음: Zhōu Yúmín, 한자음: 주유민, 영어: Vic Chou, 1981년 6월 9일 ~ )은 중화민국의 가수이자 배우로, F4의 일원이다. 타이완 원주민인 타이야족(泰雅族) 출신이며, 금종상을 수상한 바 있다.

## 출연 작품

### 드라마
- 2018년 Youku 열화여가 - 은설 역